# Xenosaurus phalaroanthereon
Espèce
Statut de conservation UICN

 DD  : Données insuffisantes
Xenosaurus phalaroanthereon est une espèce de sauriens de la famille des Xenosauridae.

## Répartition
Cette espèce est endémique de l'État d'Oaxaca au Mexique.

## Publication originale
- Nieto-Montes de Oca, Campbell & Flores-Villela, 2001 : A new species of Xenosaurus (Squamata: Xenosauridae) from the Sierra Madre del Sur of Oaxaca, Mexico. Herpetologica, vol. 57, n. 1, p. 32-47.